# Рокитянська сільська рада
Рокитянська сільська́ ра́да — сільська рада, територія якої відноситься до складу Великобагачанського району Полтавської області, Україна. Центром сільради є село Рокита. Утворена у 1926 році.
Населення сільради 1 263 особи.

## Населені пункти
- село Рокита
- село Андрущине
- село Говори
- село Кравченки

Сільській раді підпорядковувалось ще села Бондусі і Малинщина, які були виключені з облікових даних рішенням Полтавської обласної ради від 27 січня 2009 року.